# Protagoras (Platon)

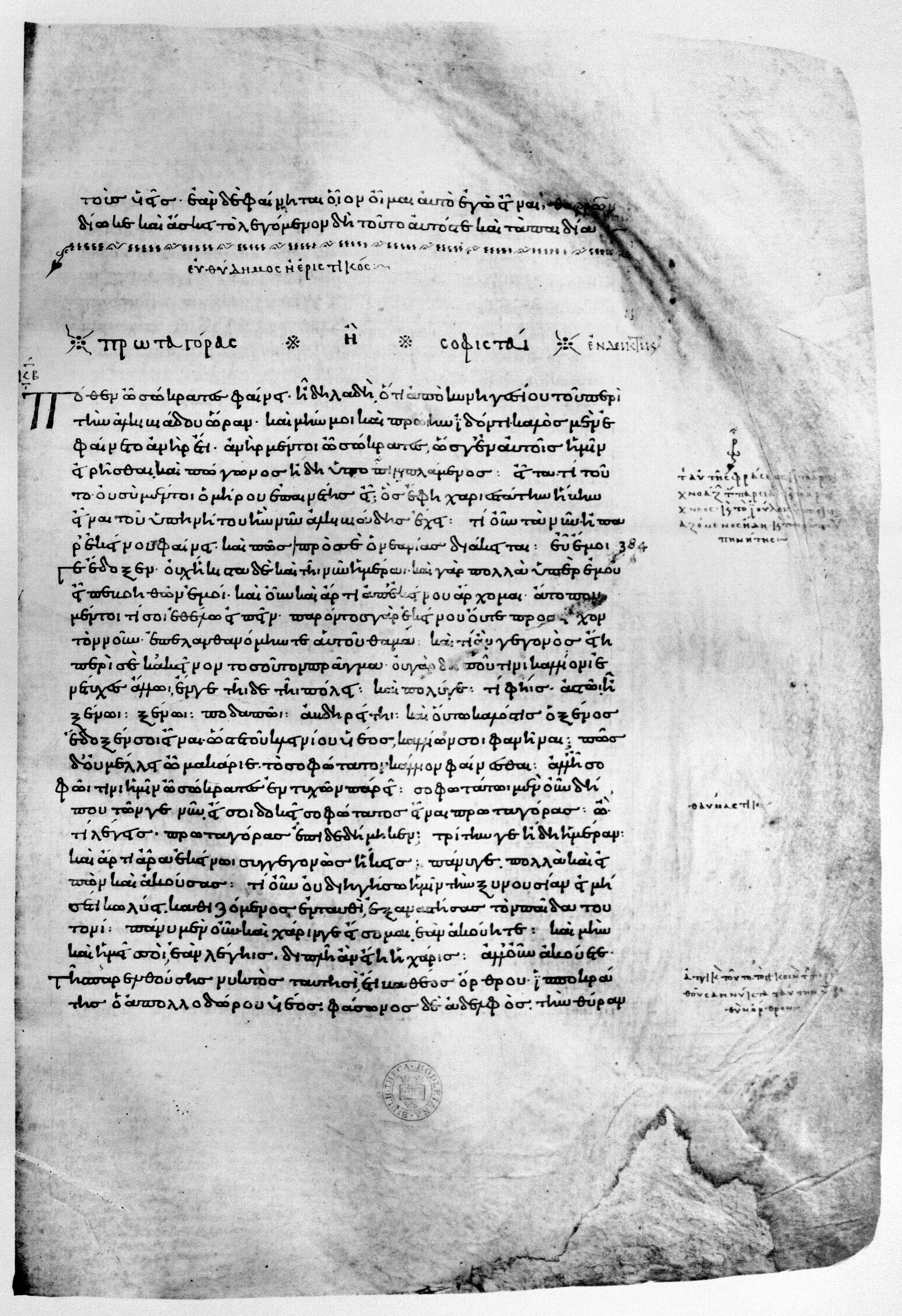
Der Anfang des Protagoras in der ältesten erhaltenen mittelalterlichen Handschrift, dem 895 geschriebenen Codex Clarkianus (Oxford, Bodleian Library, Clarke 39)

Der Protagoras (altgriechisch Πρωταγόρας Prōtagóras) ist ein in Dialogform verfasstes Werk des griechischen Philosophen Platon. Wiedergegeben wird ein fiktives Gespräch von Platons Lehrer Sokrates mit dem Sophisten Protagoras, der als Lehrmeister nach Athen gekommen ist. Protagoras behauptet, die Fähigkeit zu erfolgreichem Auftreten vermitteln zu können. Nebenfiguren des Dialogs sind der reiche Kallias als Gastgeber des Protagoras, der Sophist Hippias von Elis, der Rhetoriklehrer Prodikos von Keos, die vornehmen, später als Politiker einflussreichen Athener Alkibiades und Kritias sowie ein junger Bekannter des Sokrates namens Hippokrates. Die Diskussion dreht sich vor allem um Kernthemen der platonischen Ethik: die Handlungstheorie und die Frage, ob die aretḗ (Vortrefflichkeit, Tüchtigkeit, Tugend) ein lehrbares Wissen ist.
Der Dialog ist in eine Rahmenhandlung eingebettet: Sokrates erzählt, wie er Protagoras aufgesucht und in ein Streitgespräch verwickelt hat. Den Anlass und Hintergrund bildete die Absicht des Hippokrates, ein zahlender Schüler des Sophisten zu werden. Davon hielt Sokrates nichts. Als scharfer Gegner der Sophistik versuchte er in der Debatte die Faszination, die vom Ruhm des Protagoras ausging, zu zerstören. Damit wollte er den zuhörenden Hippokrates von seinem Vorhaben abbringen.
Vor einer großen Schar von Zuhörern erläuterte Protagoras den Sinn und das Ziel des sophistischen Unterrichts: Man werde dadurch allgemein ein besserer Mensch und erlange insbesondere politische Durchsetzungsfähigkeit. Der Behauptung, sophistische Schulung bringe tugendhafte Menschen und tüchtige Staatsbürger hervor, trat Sokrates mit dem Argument entgegen, in der Praxis gebe es in Athen keinen erfolgreichen Unterricht solcher Art. Außerdem stritten die beiden Kontrahenten über die Frage, ob die verschiedenen Tugenden eigenständige Qualitäten sind, die separat auftreten können, oder nur Aspekte eines einheitlichen Phänomens Tugend, das als Ganzheit vorhanden ist oder fehlt.
Ein Hauptanliegen des Sokrates war die Darlegung und Begründung seiner Handlungstheorie. Er überzeugte die Anwesenden von seiner These, ausnahmslos alle menschlichen Handlungen seien vom Streben nach etwas Gutem geleitet. Niemand wolle Schlechtes bewirken. Daher gebe es kein vorsätzlich unrechtes Verhalten, sondern nur irregeleitete gute Absichten. Das ethisch Verwerfliche sei immer auf Unwissenheit zurückzuführen.
Der Protagoras zählt zu Platons frühen Schriften und gilt als literarisches Meisterwerk. Im neueren philosophischen Diskurs findet besonders die Problematik der im Dialog grundsätzlich bestrittenen „Willensschwäche“ (akrasía) viel Beachtung. Dabei geht es um ein Handeln gegen ein Urteil des Handelnden, dem zufolge ein anderes Verhalten möglich ist und besser wäre. Untersucht wird die Problematik einer Entscheidung, bei der man das Ergebnis eigener Überlegungen missachtet, obwohl man annimmt, dass dies zu überwiegend schädlichen Konsequenzen führen wird.

## Orte und Zeit

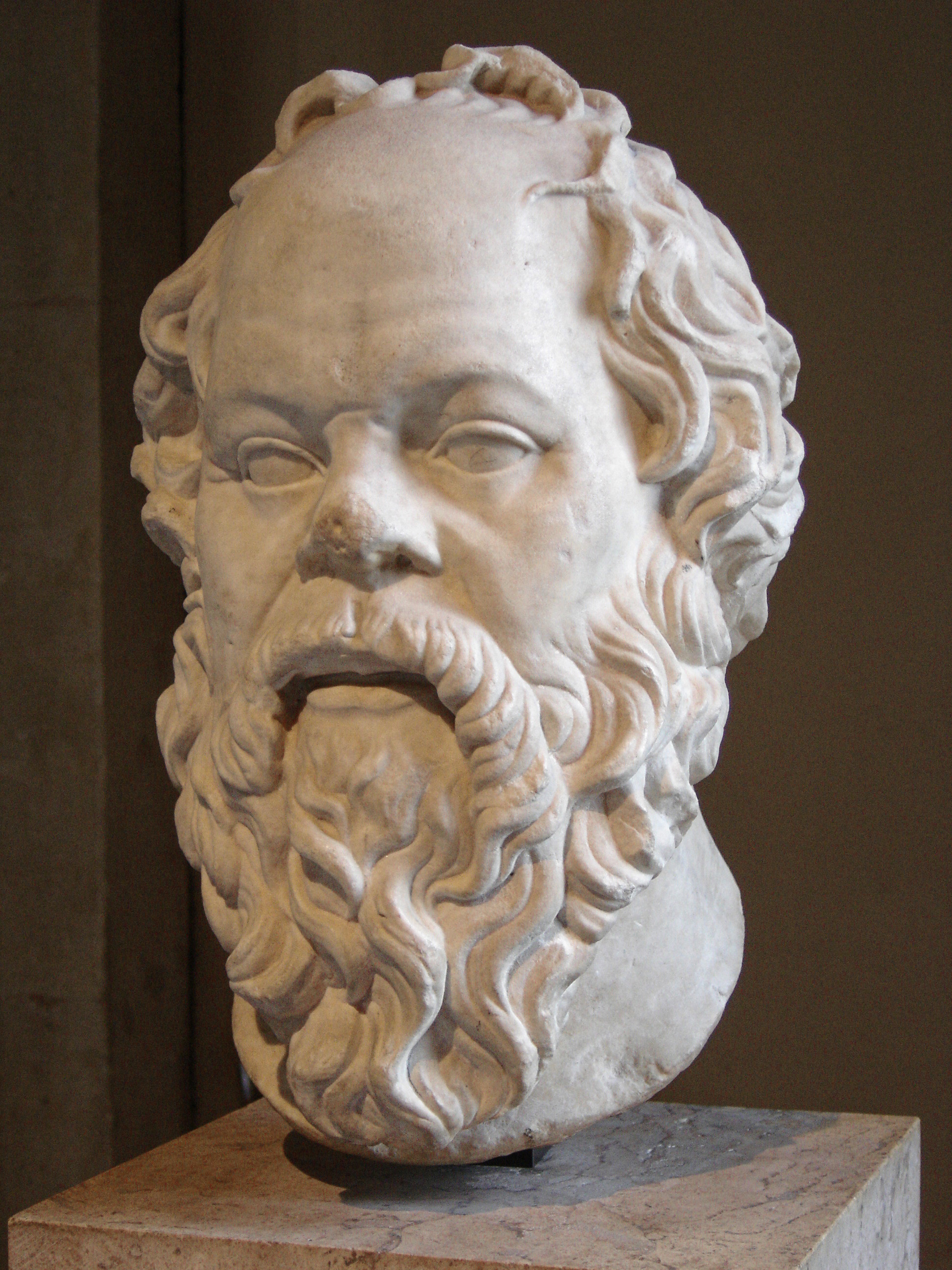
Sokrates (römische Büste, 1. Jahrhundert, Louvre, Paris)

Das Rahmengespräch, in dem Sokrates von seinen Erlebnissen berichtet, spielt sich an einem nicht näher bezeichneten Ort in seiner Heimatstadt Athen ab. Er erzählt einem Freund (hetairos „Gefährten“) und einer Gruppe weiterer Anwesender, wie am selben Tag seine Begegnung mit dem berühmten Lehrer Protagoras verlaufen ist.
Die Folge von Ereignissen, die Sokrates schildert, begann vor der Morgendämmerung in seinem Hause. Dort suchte ihn Hippokrates auf, um mit ihm über Protagoras zu reden. Zunächst unterhielten sich die beiden einige Zeit im Hof, bis es hell wurde. Dann begaben sie sich zusammen zum Hause von Protagoras’ Gastgeber Kallias, das ein beliebter Treffpunkt einheimischer und ausländischer Intellektueller war. Dort trafen sie Protagoras und viele ihrer Bekannten an. Im Innenhof des Hauses eröffnete Sokrates die Debatte mit Protagoras; sie erhielt durch die große Menge der Anwesenden eine öffentliche Atmosphäre.
Der Zeitpunkt des fiktiven Gesprächs lässt sich ziemlich genau bestimmen, wobei aber gewisse Unstimmigkeiten in Kauf genommen werden müssen. Die chronologisch relevanten Angaben im Dialog sind teils widersprüchlich, denn Platon achtete, wie auch in anderen Werken, nicht auf historische Korrektheit, sondern machte von seiner literarischen Gestaltungsfreiheit Gebrauch. Da der 469 v. Chr. geborene Sokrates noch relativ jung ist und bei dem wohl 451 v. Chr. geborenen Alkibiades der erste Bartwuchs eingesetzt hat, wird gewöhnlich die Zeit um 433/432 v. Chr. angenommen, also ein Zeitpunkt noch vor dem Ausbruch des Peloponnesischen Krieges. Der Staatsmann Perikles und seine Söhne, die 429 v. Chr. an der Pest starben, sind noch am Leben. Zwei weniger gewichtige Indizien könnten für eine spätere Datierung sprechen, gelten aber als unwesentliche Anachronismen: Der Gastgeber Kallias erscheint bereits als Hausherr, also ist sein erst nach der Mitte der 420er Jahre gestorbener Vater Hipponikos wohl nicht mehr am Leben, und die erst im Jahr 420 aufgeführte Komödie Agrioi („Die Wilden“) des Pherekrates wird im Gespräch erwähnt: Protagoras sagt, sie sei im Vorjahr einstudiert worden.

## Die Gesprächsteilnehmer
Sokrates ist hier ebenso wie in Platons anderen frühen Werken die dominierende Gestalt. Mit seiner fundamentalen Kritik am sophistischen Anspruch auf Kompetenz zur Vermittlung von lehrbarer Tüchtigkeit vertritt er eines der Hauptanliegen Platons. Die Haltung dieser Dialogfigur entspricht im Wesentlichen der des Autors und dürfte wohl auch ungefähr mit der Einstellung des historischen Sokrates übereinstimmen. Insbesondere der ethische Intellektualismus, die Bestreitung der Möglichkeit eines freiwilligen verwerflichen Handelns wider besseres Wissen, gehörte vermutlich zum Kernbestand der Überzeugungen des historischen Sokrates. Allerdings darf nicht alles, was die Dialogfigur vorbringt, ohne weiteres zur authentischen Philosophie ihres historischen Vorbilds gezählt werden; der literarische Charakter des Werks lässt kaum sichere Rückschlüsse auf die geschichtliche Realität zu. Viele Einzelheiten der sorgfältig ausgearbeiteten Darstellung lassen erkennen, dass Platon seinen Lehrer als in Wort und Tat vorbildlichen Menschen, Ratgeber und Denker verherrlichen wollte. Zu diesem Zweck stellte er dem Leser die Bescheidenheit und Klarsicht des Sokrates und dessen echte Sorge um das seelische Wohlergehen des jungen Hippokrates vor Augen. Diese philosophische Haltung kontrastierte er mit dem großspurigen Auftreten und undurchdachten Welt- und Menschenbild des eitlen und geschäftstüchtigen Sophisten Protagoras.
Gegenüber dem jungen Hippokrates tritt Sokrates als ältere Vertrauensperson auf. Er verfügt aber offenbar noch nicht über große Lebenserfahrung, denn er schlägt vor, reife Männer zu konsultieren, „die älter sind als wir“; er und Hippokrates seien noch zu jung, um allein eine schwerwiegende Entscheidung zu treffen. Dazu passt die Bemerkung des Protagoras, er könne sich gut vorstellen, dass Sokrates eines Tages zu den berühmten Weisen zählen werde. Aus der Sicht des Sophisten gehört Sokrates somit zum vielversprechenden Nachwuchs der Bildungsschicht Athens.
Der historische Protagoras gehörte zu den namhaftesten Persönlichkeiten des geistigen Lebens seiner Epoche. Er stammte aus Abdera und wurde wohl um 490 v. Chr. geboren. Seine Bildung war außergewöhnlich, wenngleich nach Platons Urteil oberflächlich. Zur Zeit der fiktiven Dialoghandlung stand er schon in fortgeschrittenem Alter; nach den Worten, die ihm Platon in den Mund legt, könnten alle anderen Anwesenden seine Kinder sein. Damals befand er sich auf der Höhe seines Ruhmes und beruflichen Erfolgs. Als Wanderlehrer zog er in Griechenland umher und erzielte mit seinem Unterricht ein hohes Einkommen. Er hatte Athen schon früher besucht und dabei offenbar großes Aufsehen erregt, denn seine erneute Anwesenheit bildete nun nach Platons Schilderung das Stadtgespräch. Sein Bildungsangebot übte auf die ehrgeizige, aufstrebende Jugend der Athener Oberschicht eine starke Faszination aus. Von dieser Wirkung seines Auftretens vermittelt Platons Schilderung der Begeisterung des Hippokrates für sophistisches Wissen ein eindrückliches Bild. Da Platon ihn mit seiner literarischen Gestaltungskraft in ungünstigem Licht erscheinen lässt, ist bei Rückschlüssen von der Dialogfigur auf die historische Person Vorsicht geboten. Der Vortrag über den Ursprung der Zivilisation, den Protagoras im Dialog hält, basiert vielleicht auf einer der Schriften, die der historische Sophist verfasst haben soll; in Betracht kommen dessen Abhandlungen „Über den Urzustand“ und „Über den Staat“. Vom Inhalt dieser schlecht bezeugten Werke ist ansonsten nichts bekannt.
Obwohl Sokrates und Protagoras in manchen Punkten Übereinstimmung erzielen, erreichen sie nie ein tieferes Einverständnis, da ihre Denk- und Herangehensweisen fundamental verschieden sind. Der Ansatz des Protagoras ist pragmatisch: Er will Probleme „technisch“ lösen und andere mit rhetorischen Mitteln von den Vorteilen seiner Lösungen überzeugen. Es geht ihm um ein Wissen darüber, wie man bestimmte Ziele erreicht. Sokrates hingegen fragt nach Wahrheit; das philosophische Wissen, das er sucht, ist von anderer Art als das zur Durchsetzung befähigende Wissen, auf das Protagoras abzielt.
Der historische Hippias von Elis war ein auswärtiger Sophist, der sich nur zeitweilig in Athen aufhielt. Er war der erste dorische Sophist und neben seiner Lehrtätigkeit auch als Gesandter seiner Heimatstadt Elis tätig. In Platons Dialog Hippias minor wird er als Angeber dargestellt, der über eine imposante Fülle von angelernten, oberflächlichen Kenntnissen verfügt und sich dafür bewundern lässt, aber in einer ernsthaften, auf wirkliches Verständnis abzielenden Debatte kläglich versagt. Im Protagoras ist Hippias einer der prominenten ausländischen Gäste des Kallias, er tritt als Lehrmeister auf und beantwortet naturkundliche Fragen seines Publikums. Gern möchte er im Diskussionskreis des Sokrates sein literarisches Wissen in einer kunstvollen Rede ausbreiten, doch erhält er keine Gelegenheit dazu. Im Streit zwischen Sokrates und Protagoras versucht er zu vermitteln. Dabei argumentiert er nicht philosophisch, sondern wie ein Diplomat.
Auch der historische Prodikos von Keos war ein Wanderlehrer, der von Stadt zu Stadt zog und Unterricht erteilte. Damit sammelte er nach Platons Darstellung ein Vermögen an. Sein Spezialgebiet war die präzise Analyse von Wortbedeutungen. Als Figur im Protagoras macht er einen seltsamen, unvorteilhaften Eindruck: Eingehüllt in viele Decken und Felle belehrt er seine Zuhörer liegend. Sokrates lobt ihn ironisch als „allweise und göttlich“, konsultiert ihn zu Definitionsfragen und bezeichnet sich als sein Schüler, scheint ihn aber nicht ganz ernst zu nehmen.
Der historische Kallias galt zu jener Zeit als der reichste Athener, da er das riesige Vermögen seines Vaters Hipponikos geerbt hatte. Er spielte im Kulturbetrieb eine wichtige Rolle und betätigte sich auch politisch. Bei Platon wird er als eifriger Förderer der sophistischen Bildungsbestrebungen beschrieben; er beherbergt in seinem Haus prominente auswärtige Sophisten, die dort ihr andächtig lauschendes Publikum versammeln. Zu diesem Zweck hat er sogar eine Vorratskammer in einen Unterrichtsraum umgewandelt. Er schätzt aber nicht nur die Sophisten, sondern auch deren profilierten Gegner Sokrates sehr. Das Streitgespräch zwischen Sokrates und Protagoras bereitet ihm besonderen Genuss; daher besteht er darauf, dass es nicht abgebrochen wird, und hält Sokrates fest, um ihn am Weggehen zu hindern.
Alkibiades, der später ein berühmter und umstrittener Politiker wurde, ist als Figur im Protagoras noch ein junger Mann. Seine außergewöhnliche Schönheit hat den homoerotisch eingestellten Sokrates tief beeindruckt. Im Dialog ergreift er wiederholt für Sokrates Partei, insbesondere in einer kritischen Situation, als wegen einer unüberbrückbar scheinenden Meinungsverschiedenheit der Abbruch der Debatte droht.
Der frühestens um 460 v. Chr. geborene Kritias, der in der Forschungsliteratur „Kritias IV.“ genannt wird, war ein Vetter von Platons Mutter Periktione. Er stammte aus einer vornehmen und wohlhabenden Familie und betätigte sich als Dichter, zählte aber zum Zeitpunkt der Dialoghandlung noch nicht zu den einflussreichen Persönlichkeiten Athens. Später wurde er ein namhafter Politiker und gehörte zu den profiliertesten Vertretern der oligarchischen Richtung. Während der kurzlebigen „Herrschaft der Dreißig“ (404–403 v. Chr.) war er ein führendes Mitglied des dreißigköpfigen Rats der Oligarchen, der in Athen eine Terrorherrschaft ausübte. Im Protagoras ergreift er nur kurz das Wort, im Streit zwischen Sokrates und Protagoras betont er seine Neutralität.
Hippokrates ist der einzige Gesprächsteilnehmer, dessen Existenz außerhalb des Protagoras nicht bezeugt ist. Da aber die Namen seines Vaters Apollodoros und seines Bruders Phason im Dialog genannt werden, ist anzunehmen, dass er ebenso wie die übrigen Beteiligten eine historische Gestalt ist. Seine Familie wird von Sokrates, der ihn Protagoras vorstellt, als wohlhabend und bedeutend geschildert. Einer Forschungshypothese zufolge war er ein Neffe des berühmten Staatsmanns Perikles.
Als Dialogfigur ist Hippokrates jung, impulsiv, naiv, begeisterungsfähig und ehrgeizig. Er repräsentiert die Athener Oberschicht und hat deren Werte unkritisch übernommen. In der sophistischen Ausbildung zum Redner sieht er den Schlüssel zu Ansehen und sozialem Erfolg. Andererseits steht er aber auch unter dem Einfluss des Sokrates, dem er vertraut und den er als Ratgeber schätzt. Bei der Debatte zwischen Sokrates und Protagoras, die seinetwegen stattfindet, hört er schweigend zu. Schließlich deutet der letzte Satz des Dialogs an, dass er den Schauplatz zusammen mit Sokrates verlässt; dies würde bedeuten, dass er seine ursprüngliche Absicht, Schüler des Protagoras zu werden, aufgegeben hätte.

## Inhalt

### Rahmenhandlung, Vorgeschichte und Dialogszenerie
Sokrates erzählt einem Freund, dass er soeben mit Protagoras, der sich seit zwei Tagen in Athen aufhält, zusammengetroffen ist. Er nennt Protagoras den weisesten unter den gegenwärtig lebenden Menschen, fügt aber ironisch hinzu „falls dir Protagoras der weiseste zu sein scheint“. Neugierig bittet ihn der Freund zu berichten, was sich bei der Begegnung ereignet hat. Bereitwillig schildert Sokrates dem Freund und einer Gruppe von weiteren Anwesenden, wie das Gespräch mit dem ausländischen Lehrmeister verlaufen ist.
In der vergangenen Nacht kam der junge Hippokrates noch deutlich vor Tagesanbruch zum Haus des Sokrates und begehrte energisch Einlass, obwohl der Hausherr noch nicht aufgestanden war. Er wollte dem Philosophen die Neuigkeit berichten, dass Protagoras in Athen eingetroffen war. Sokrates, der bereits Bescheid wusste, war nicht beeindruckt. Ungestüm schlug ihm Hippokrates vor, sogleich gemeinsam den Sophisten aufzusuchen, der bei Kallias wohnte. Er hoffte von Protagoras als Schüler angenommen zu werden. Ohne zu zögern, war er bereit, jedes geforderte Honorar zu bezahlen, um bei dem fremden Lehrer, den er noch gar nicht kannte, „Weisheit“ zu erlernen. Nötigenfalls würde er sogar das Vermögen seiner Freunde dafür ausgeben. Da er aber befürchtete, wegen seines jugendlichen Alters abgewiesen zu werden, bat er Sokrates, für ihn ein gutes Wort einzulegen. Bei seinem Drängen auf sofortigen Aufbruch beachtete Hippokrates in seinem Eifer nicht, dass es noch zu früh war, denn der Tag war noch nicht angebrochen.
Auf Vorschlag des Sokrates machten die beiden zunächst einen Spaziergang im Hof. Der Philosoph nutzte diese Gelegenheit, dem jungen Heißsporn die Fragwürdigkeit eines naiven Enthusiasmus für einen Unbekannten vor Augen zu führen. Mit der Frage, worauf das Vorhaben eigentlich abziele, machte er ihn nachdenklich. Er möchte zwar von der Sophistik profitieren, kann sich aber nicht vorstellen, selbst Sophist zu werden, denn das wäre für ihn als vornehmen Athener unstandesgemäß und ein sozialer Abstieg. Darin zeigt sich die Zwiespältigkeit des Verhältnisses der Oberschicht zu den Sophisten. Hippokrates geriet in Verlegenheit. Er musste zugeben, dass er die sophistische Ausbildung um jeden Preis anstrebte, obwohl er den Sinn und Zweck eines solchen Unterrichts nicht wirklich verstanden hatte. Sokrates machte ihn darauf aufmerksam, dass Sophisten Wissensgüter als Nahrung für die Seele verkauften so wie Markthändler Lebensmittel als Nahrung für den Körper. Die Bekömmlichkeit von Speisen und Getränken könne man mit Hilfe eines Ernährungsberaters ermitteln; Seelennahrung hingegen werde aufgenommen, ohne dass man sich vorher über ihre Schädlichkeit oder Nützlichkeit kundig mache.
Nach dieser Mahnung zur Besonnenheit machten sich die beiden auf den Weg. Bei Kallias trafen sie dessen Gäste Protagoras, Hippias und Prodikos. Jeder der drei prominenten Lehrer war von einer Schar von beflissenen Schülern umringt, denen er dozierend allerhand Kenntnisse beibrachte. Nun trafen auch Alkibiades und Kritias ein. Sokrates trug Protagoras das Anliegen des Hippokrates vor. Damit bot er ihm Gelegenheit, über den Nutzen des Unterrichts zu reden. Gern griff der eitle Sophist die Anregung des Sokrates auf, auch Prodikos und Hippias sowie deren Schüler zum Zuhören einzuladen. So versammelte sich ein großes Publikum, um seinen Ausführungen zu lauschen.

### Der Gegenstand des sophistischen Unterrichts
Im Folgenden wird der Verlauf der Kontroverse zwischen Sokrates und Protagoras detailliert wiedergegeben. Sokrates möchte von dem Sophisten erfahren, wie Hippokrates von dem Unterricht, den er begehrt, profitieren kann. Protagoras versichert, bei ihm mache ein Schüler jeden Tag Fortschritte. Sokrates, der das trivial findet, fragt, worin diese Fortschritte konkret bestehen. Darauf grenzt sich Protagoras von den anderen Sophisten ab und wirft ihnen vor, nur Fachwissen zu vermitteln. Er hingegen befähige seine Schüler, ihr Leben sinnvoll zu planen, ihre privaten Angelegenheiten gut zu regeln und auch in der Politik geschickt zu reden und zu handeln. So mache er sie zu tüchtigen Bürgern.
Dieser Verheißung setzt Sokrates seine Skepsis entgegen. Er äußert grundsätzlichen Zweifel an der Lehrbarkeit der staatsbürgerlichen und allgemeinmenschlichen Vortrefflichkeit. Zur Begründung führt er an, es bestehe ein stillschweigender allgemeiner Konsens darüber, dass es keine politische Kompetenz gebe, die man wie ein Fachwissen erwerben könne. Dies sei daraus zu ersehen, dass bei den Volksversammlungen im demokratisch regierten Athen jeder über die Angelegenheiten der Staatsverwaltung mitreden und die Meinungsbildung beeinflussen dürfe, ohne dafür irgendeine Qualifikation nachweisen zu müssen. Wenn es hingegen um fachliche Fragen gehe, etwa um Schiffsbau, sei nur die Sachkenntnis einschlägig ausgebildeter Fachleute gefragt. Somit gebe es keine besondere politische Qualifikation, die durch eine spezielle Ausbildung zu erlangen wäre. Ebenso verhalte es sich im privaten Bereich. Bedeutende Männer wie Perikles, der führende Staatsmann Athens, seien nicht in der Lage, ihren Kindern die besondere Tüchtigkeit zu vermitteln, die sie selbst besäßen, oder Lehrer zu finden, die diese Aufgabe erfüllen könnten. Somit scheine die Tugend oder Tüchtigkeit nicht lehrbar zu sein. Wenn Protagoras das Gegenteil aufzeigen könne, solle er das tun.

### Der Vortrag des Protagoras
Nun hält Protagoras einen Vortrag, den er mit einem Mythos über die Entstehung der irdischen Lebewesen und der Zivilisation einleitet. Nachdem die Götter die sterblichen Wesen erschaffen hatten, beauftragten sie zwei Titanen, die Brüder Prometheus und Epimetheus, den Geschöpfen die passenden Mittel zur Lebenserhaltung zuzuteilen. Epimetheus wollte den Auftrag allein ausführen. Er stattete die einzelnen Tierarten mit Qualitäten wie Schnelligkeit, Wehrhaftigkeit oder großer Fruchtbarkeit aus, um das Überleben der Arten im Existenzkampf zu sichern. Gegen ungünstige Witterung schützte er sie mit dichter Behaarung und fester Haut. Manche versah er mit Hufen, andere mit Flügeln. Für jede Art besorgte er geeignetes Futter. Da er aber nicht besonders umsichtig war, vergaß er die Ausstattung des Menschengeschlechts. Daher blieben die Menschen von Natur aus nackt, barfuß und wehrlos. Als Prometheus das sah, stahl er das Feuer, das eigentlich den Göttern vorbehalten bleiben sollte, und brachte es den Menschen. Überdies verschaffte er ihnen die technischen Kenntnisse der Gottheiten Hephaistos und Athene. So erlangte die Menschheit die Mittel und Fähigkeiten, die sie zum Überleben benötigte. Was ihr aber noch fehlte, war die Kunst der Politik, das zur erfolgreichen Staatenbildung erforderliche Wissen. Dieses befand sich in der Obhut des Göttervaters Zeus und war Prometheus nicht zugänglich.
Es zeigte sich, dass die zerstreut lebenden Menschen der Tierwelt nicht gewachsen waren. Daher schlossen sie sich in Siedlungen zusammen. Alle Versuche der Gemeinschaftsbildung scheiterten jedoch an den Konflikten, die ausbrachen, weil soziale Kompetenz fehlte. Unter diesen Umständen drohte der Untergang der Menschheit. Daher entsandte Zeus den Götterboten Hermes und gab ihm die Anweisung, den Menschen ein Rechtsbewusstsein und ein soziales Gewissen zu vermitteln. Die Einsicht in die Erfordernisse des Zusammenlebens sollte im Unterschied zum Fachwissen allen zuteilwerden, da jeder sie für seine Rolle als Staatsbürger benötigte. So geschah es. Deshalb herrscht seither bei den Menschen die Überzeugung, jeder müsse gerecht und sozial kompetent sein. Sogar ein Ungerechter muss sich für gerecht ausgeben; wenn er offen bekennt, ungerecht zu sein, wird er für verrückt erklärt.
Allerdings ist gerechtes und soziales Verhalten nicht angeboren, sondern muss erlernt werden. Man muss sich darum bemühen. Dass dieser Sachverhalt allgemein verstanden wird, ersieht man daraus, dass angeborene oder schicksalsbedingte Mängel ihren Trägern nicht verübelt werden, während ein unmoralisches Verhalten Zornausbrüche, Zurechtweisungen und Bestrafungen auslöst. Somit sind sich alle darüber im Klaren, dass die bürgerliche Tugend erlernbar ist und dass jeder verpflichtet ist, sich dafür anzustrengen. Auch der Umstand, dass Strafen dem Zweck der Abschreckung dienen, beweist, dass das Gutsein allgemein als etwas Erwerbbares gilt, das man sich anzueignen hat. Die moralische Erziehung wird nicht, wie Sokrates glaubt, vernachlässigt. Vielmehr kümmern sich Eltern, Erzieher und Lehrer von Anfang an intensiv darum. Dazu gehört beispielsweise die Behandlung pädagogisch wertvoller Dichtung im Unterricht. Den Kindern werden tüchtige Männer aus alter Zeit als klassische Vorbilder vor Augen gestellt und zur Nachahmung empfohlen. Hinzu kommt der Einfluss der sozialen Normen. Das Gemeinwesen erzieht die Jugend zum Respekt vor den Gesetzen, die auf Rechtschaffenheit abzielen. In diesem Sinne ist jeder für andere ein Lehrer des Gutseins, so gut er kann. Zwar kommt es bei ungünstiger Veranlagung vor, dass die Erziehung zur Vortrefflichkeit missglückt, doch immerhin sind auch relativ schlechte Bürger im Vergleich mit Wilden zivilisiert. Das ist der Erziehung und Bildung zu verdanken, die man in einer Stadt wie Athen erhält. Auf diesem Gebiet will Protagoras seinen Beitrag leisten. Er sieht seine besondere Befähigung und seine Mission darin, das lehrbare Gutsein zu verbreiten.

### Gesamttugend und Einzeltugenden
Auf die Rede des Protagoras erwidert Sokrates, die Lehrbarkeit der Tugend sei zwar nun erwiesen, doch sei eine wesentliche Einzelheit ungeklärt geblieben. Es sei von verschiedenen Tugenden wie Gerechtigkeit, Besonnenheit und Frömmigkeit die Rede gewesen, die zusammen das Gutsein oder die Gesamttugend bilden sollten. Unklar sei aber, ob es sich dabei um eigenständige Teile von etwas Zusammengesetztem handle oder nur um Bezeichnungen für verschiedene Aspekte einer einzigen, einheitlichen Qualität, der Vortrefflichkeit. Im erstgenannten Fall habe jede Tugend eine eigene Beschaffenheit und Funktion, so wie Augen und Ohren als Teile des Gesichts. Dann müsse man jede Tugend einzeln erwerben, und wenn man über eine verfüge, könne man zugleich hinsichtlich einer anderen unqualifiziert sein. Wenn die Gesamttugend hingegen eine Einheit darstelle, sei jeder, der sich eine einzelne Tugend angeeignet habe, zwangsläufig zugleich im Besitz aller übrigen. Die Einheitshypothese trägt Sokrates in zwei Varianten vor. Eine Möglichkeit ist, dass die Tugenden mit einzelnen Goldstücken vergleichbar sind, die separat existieren, aber qualitativ gleich sind und sich nur in ihrer Größe unterscheiden. Nach der anderen Variante handelt es sich bei „Besonnenheit“, „Gerechtigkeit“ usw. nur um verschiedene Namen für ein und dieselbe Entität. Dieser Frage möchte Sokrates auf den Grund gehen. Protagoras vertritt die Eigenständigkeit und je besondere Natur der Einzeltugenden, Sokrates argumentiert für die Gegenposition.
Das erste Argument des Sokrates lautet, eine konsequente Trennung der Tugenden hinsichtlich ihrer Beschaffenheit führe zum Ergebnis, die Gerechtigkeit sei unfromm und die Frömmigkeit ungerecht. Solchen paradoxen Folgerungen könne man nur entgehen, wenn man die Vorstellung einer Getrenntheit der Tugenden aufgebe. Das zweite Argument besagt, jede Qualität könne nur ein einziges polares Gegenteil haben, wie etwa in den Fällen der Gegensatzpaare schnell/langsam, schön/hässlich, gut/schlecht und hoch/tief. Also könne auch der Unvernunft nur ein einziger Gegenpol zugeordnet sein. Entgegengesetzt sei ihr aber sowohl die Weisheit (sophía) als auch die Besonnenheit (sōphrosýnē). Somit müssten Weisheit und Besonnenheit ein und dasselbe sein. Schließlich beginnt Sokrates ein drittes Argument darzulegen, mit dem er die Verschiedenheit von Gerechtigkeit und Besonnenheit bestreitet. Es sei unmöglich, Unrecht zu tun und dabei besonnen zu sein, das heißt vernünftig zu denken und richtig zu überlegen. Dem weiteren Gedankengang will Protagoras aber nicht mehr folgen. Er ist immer ungehaltener geworden, da ihm der Stil der Untersuchung nicht passt. Auf die Frage nach dem, was er als gut bezeichnet, antwortet er mit einem Bekenntnis zur Relativität des Guten: Manches sei für den Menschen gut, anderes für bestimmte Tierarten, anderes für Pflanzen.

### Die Auseinandersetzung über die Vorgehensweise
In der bisherigen Debatte hat Sokrates sein gewohntes Verfahren praktiziert. Er pflegt Fragen zu stellen, mit denen er zielbewusst auf die Widerlegung der gegnerischen Auffassung zusteuert. Vom Gesprächspartner erwartet er kurze Antworten, auf die er mit neuen Fragen reagieren kann, bis er sein Ziel erreicht, eine Unstimmigkeit nachzuweisen. Mit diesem Vorgehen behält er das Heft in der Hand und lenkt den Diskussionsverlauf in seinem Sinne. Protagoras hingegen möchte aus der ihm zugewiesenen Rolle des nur Antwortenden ausbrechen. Er sieht sich durch die Fragen in die Enge getrieben und möchte lieber längere Ausführungen machen, mit denen er seine rhetorische Stärke zur Geltung bringen und von den Schwachpunkten seiner Auffassung ablenken kann. Sokrates hält dies für weitschweifig und will die Diskussion auf solche Weise nicht fortsetzen. Er ist nun angesichts der Weigerung des Protagoras, auf seine Fragen konzise einzugehen, entschlossen, das Gespräch vorzeitig zu beenden und im Begriff abzutreten. Doch die Zuhörer, allen voran Kallias, bitten Sokrates eindringlich, das Gespräch fortzusetzen. Sie suchen nach Lösungen, wie das Gespräch weitergehen kann. Schließlich schlägt Sokrates in Anerkennung des Wunsches der Zuhörer vor, vorübergehend selbst die Rolle des Antwortenden zu übernehmen, um Protagoras zu demonstrieren, wie ein Gespräch in präziser Frage-Antwort-Form verlaufen könnte.

### Die Autorität von Dichtern
Protagoras, bei dem nun die Initiative liegt, wählt einen neuen Ansatz, wobei er von der Dichtung ausgeht. Damit folgt er der damals verbreiteten Überzeugung, bedeutende Dichter seien als Wissende oder Weise zu betrachten; sie seien Verkünder tiefer Wahrheiten und Autoritäten in Fragen der Lebensführung. Die richtige Auslegung eines Gedichts erschließe den Zugang zur darin enthaltenen Weisheit und sei daher der wichtigste Bestandteil der Erziehung. Der berühmte Dichter Simonides, den auch Sokrates respektiert, hat geschrieben, es sei schwierig, ein guter Mann zu werden. An anderer Stelle hat Simonides aber den Staatsmann Pittakos, einen der berühmten „Sieben Weisen“, getadelt, weil dieser festgestellt hatte, es sei schwer, edel zu sein. Nun kritisiert Protagoras den Dichter, der bei einem anderen eine Behauptung missbillige, die er selbst aufstelle.
Dagegen macht Sokrates geltend, Simonides habe nur das Erlangen der Tüchtigkeit oder Vortrefflichkeit als schwierig bezeichnet, nicht aber das dauerhafte Verbleiben in diesem Zustand; daher liege kein Widerspruch vor. In Wirklichkeit habe Simonides gemeint, gut zu werden sei schwierig und immer gut zu sein sei Sterblichen ganz unmöglich. Jeden könne das Schicksal in eine Notlage bringen, in der er keine Chance mehr habe, sodass er versagen und somit schlecht werden müsse. Daher habe Simonides Pittakos, der eine dauerhafte Vortrefflichkeit des Menschen nicht ausschloss, deswegen tadeln können, ohne in einen Selbstwiderspruch zu geraten.
Sokrates nutzt die Gelegenheit, anhand der Verse des Simonides seine Überzeugung ins Spiel zu bringen, niemand begehe freiwillig eine Verfehlung, sondern jeder, der Schimpfliches und Schlechtes tue, handle unabsichtlich. Abschließend kritisiert er die Fixierung auf Äußerungen der Dichter und deren Interpretation. Es sei besser, eigene Ansichten vorzubringen und zu begründen, als über die Deutung fremder Aussprüche zu reden, deren Urheber nicht anwesend seien und daher nicht klarstellen könnten, was sie gemeint hätten. Protagoras solle nun seinem Anspruch gerecht werden, ein Lehrer der Tüchtigkeit zu sein, selbst tüchtig zu sein und über das Gutsein oder die Tüchtigkeit Bescheid zu wissen.

### Tapferkeit und Wagemut
Nachdem Sokrates auch auf dem Gebiet der Dichterauslegung die Oberhand gewonnen hat, kehrt er zum Thema der einheitlichen Gesamttugend zurück und übernimmt wieder die Rolle des Fragenden. Protagoras gibt zu, dass die Tugenden einander zum Teil ähnlich seien, hält aber an seiner Meinung fest, sie seien dennoch verschieden. Vor allem gelte dies für die Tapferkeit, die sich von den übrigen Tugenden stark unterscheide. Der Beweis dafür sei, dass sehr ungerechte, gottlose, zügellose und unwissende Menschen oft außerordentlich tapfer seien. Sokrates wendet sich gegen dieses Argument, indem er zunächst versucht, Protagoras dazu zu bringen, einzuräumen, dass wahre Tapferkeit nur Sachkundigen zukomme. Er meint, bei kühnem Verhalten von Unwissenden liege nur Dreistigkeit vor. Solcher Wagemut sei nicht mit der Tugend Tapferkeit zu verwechseln, sondern stelle eine Form von Wahnsinn dar. Tapferkeit und Wissen seien untrennbar. Dem hält Protagoras entgegen, die Argumentation, mit der Sokrates die Einheit von Tapferkeit und Wissen beweisen wolle, sei fehlerhaft. Mit dieser Art des Folgerns könne man auch zum absurden Ergebnis gelangen, Körperkraft und Wissen bildeten eine untrennbare Einheit. Zwar unterscheidet auch Protagoras zwischen Tapferkeit als Tugend und Tollkühnheit als Wahnsinn, doch meint er, zur Tapferkeit gelange man auch ohne Wissen oder Verständigkeit; erforderlich sei nur eine entsprechende Naturanlage und „gute Nahrung für die Seele“.

### Tugend, Lust und Wissen
Nun bringt Sokrates einen anderen Aspekt des Themas zur Sprache: das Verhältnis des guten, tugendhaften Lebens zur Lust. Er stellt die Behauptung zur Diskussion, das Angenehme oder Lustvolle sei als solches immer gut und das Betrübliche und Schmerzhafte als solches immer ein Übel. Das Angenehme könne für sich allein betrachtet, wenn man also von den in manchen Fällen schlechten Konsequenzen absehe, nur gut sein. Protagoras widerspricht dieser These, denn er will nicht den Standpunkt der Hedonisten einnehmen, die das Angenehme oder Lustvolle mit dem Guten gleichsetzen. Er meint, da es vorkomme, dass Angenehmes schlecht und Unangenehmes gut sei, hänge die Beurteilung der Lust und Unlust von den Umständen ab: Das Angenehme sei dann gut, wenn man das Lobenswerte als angenehm empfinde, und das Unangenehme dann schlecht, wenn es zugleich das Tadelnswerte sei. Allerdings zeigt sich Protagoras bei diesem Thema unsicher; er weiß nicht, auf welche Position er bei der Bewertung der Lust einschwenken soll. Auf die anschließende Frage hingegen, wie er das Wissen einschätze, reagiert er anders. Hier gibt es für ihn keinen Zweifel: Als bildungsbeflissener Sophist schätzt er das Wissen außerordentlich und findet daran überhaupt nichts auszusetzen. Im Wissen sieht er nicht wie die meisten seiner Zeitgenossen ein bloßes Instrument, das man beliebig einsetzen oder missachten kann, sondern eine herrschende Macht. Er hält es für den mächtigsten, bedeutendsten Faktor im menschlichen Leben. Dem stimmt Sokrates zu. Damit ist für den nächsten Gedankengang der Boden bereitet.

### Die Unfreiwilligkeit schlechten Verhaltens
Sokrates nutzt den nunmehr erreichten Diskussionsstand, um auf seine Behauptung zurückzukommen, niemand handle freiwillig wider besseres Wissen schlecht. Demnach kommt ein schlechtes Handeln trotz Kenntnis von dessen Schlechtigkeit und Bestehen einer besseren Alternative in Wirklichkeit nicht vor, obwohl es so scheint. Mit dieser These widerspricht Sokrates der verbreiteten Meinung, man könne über Einsicht verfügen und dennoch von Lust und Unlust verführt und von Affekten wie erotischer Begierde oder Furcht überwältigt werden. Nach dem gängigen Verständnis, das Sokrates ablehnt, gibt es die Willensschwäche: Man kann einer Begierde nicht widerstehen, obwohl man weiß, dass dieses Nachgeben schlecht ist. Demnach entscheidet man sich bewusst für das Schlechte. Diese Deutung des menschlichen Verhaltens versucht Sokrates als irrig zu erweisen.
Um die Meinung der Menge zu widerlegen, holt Sokrates zu einer ausführlichen Beweisführung aus. Viele Menschen sind Hedonisten, sie setzen das Gute mit dem Angenehmen und das Schlechte mit dem Unangenehmen gleich und richten ihr Leben nach diesem Erkenntnisstand aus. Sie bevorzugen den Weg, der ihnen mehr Lust zu versprechen scheint, und weichen Unangenehmem aus. Dabei nehmen sie aber manchmal um eines aktuellen Genusses willen künftige Beschwerden wie Krankheit oder Armut in Kauf, obwohl in der Gesamtbilanz die Unlust überwiegt. Das wird gewöhnlich damit erklärt, dass man von etwas Schlechtem – dem langfristig schädlichen Genuss – überwältigt werde, obwohl man über die Ratsamkeit der Enthaltung Bescheid wisse. Sokrates weist aber darauf hin, dass solche Vorgänge im Rahmen eines hedonistischen Modells völlig anders gedeutet werden müssen: Man wird zwar tatsächlich überwältigt, aber nicht von Schlechtem, sondern von Gutem, nämlich der momentanen Lust. Der Irrtum des von Gutem Überwältigten besteht nur darin, dass er keine korrekte Abwägung vorgenommen hat; anderenfalls hätte er erkannt, dass das künftige Leid schwerer wiegt als die jetzt erlangbare Lust. Somit hat er sich nicht vom Guten abgewendet, sondern ist nur bei seinem Streben nach Gutem einer Fehleinschätzung zum Opfer gefallen, so wie wenn etwas Nahes größer oder lauter erscheint als etwas Fernes. Er verfügt nur scheinbar über das Wissen, das für ein richtiges Urteil nötig wäre.
Vor solchen Fehlern kann nur die Messkunst bewahren, die Täuschungen beseitigt und objektive Tatsachen feststellt. Messung und Vergleichung ermöglichen die richtige Auswahl von Lust und Unlust, Größerem und Kleinerem, Entfernterem und Näherem. Wer schlecht handelt, tut dies somit nicht aus einem Streben nach etwas Schlechtem, sondern nur aus Mangel an Wissen darüber, wie man misst und das Mehr und Weniger durch Vergleich ermittelt. Die Kenntnis der Messkunst ist eine Form von Wissen. Somit lässt sich alles schlechte Handeln auf Unwissenheit zurückführen, eine böse Absicht kann es nicht geben. Prodikos und Hippias, die Sokrates nach ihrer Meinung befragt, stimmen ebenso wie Protagoras diesem Ergebnis zu.
Schließlich kommt Sokrates auf die Frage nach einem Sonderstatus der Tapferkeit unter den Tugenden zurück, die er nunmehr auf der Grundlage der inzwischen erarbeiteten Handlungstheorie erörtert. Er will nun zeigen, dass Tapferkeit nicht vom Wissen trennbar sei und Feigheit nicht von Unwissenheit. Nach seinem Verständnis besteht Tapferkeit im Wissen über das Gefährliche und das Ungefährliche, Feigheit ist diesbezügliche Unkenntnis. Unter dem Gefährlichen versteht Sokrates das, was Übles mit sich bringt. Weder der Tapfere noch der Feige sucht das Gefährliche auf, vielmehr wollen es beide als etwas Schlechtes meiden. Der Unterschied zwischen ihnen besteht nur darin, dass der Tapfere weiß, was wirklich gefährlich ist, während der Feige darüber im Irrtum ist. Beispielsweise versteht der Tapfere, dass im Krieg das Gefährliche nicht die mutige Erfüllung der Kämpferpflicht ist, sondern schändliche Furcht oder schändliche Waghalsigkeit. Die Feigheit des Feigen beruht darauf, dass er seine Furcht nicht als Übel erkennt. Somit ist sie eine Form von Unwissenheit. So erweist sich die Weisheit als das Wesen der Tapferkeit; ein Unweiser kann niemals tapfer sein. Nur widerwillig gibt Protagoras zu, dass er das einsieht.

### Die abschließende Bilanz und Ringkomposition des Dialogs
Abschließend zieht Sokrates Bilanz. Es hat sich herausgestellt, dass das Gutsein oder die Tugend anscheinend ein Wissen und somit lehrbar ist, allerdings nicht in dem sophistischen Verständnis, von dem Protagoras anfangs ausging, als er die Lehrbarkeit bejahte. Offen bleibt jedoch die Frage, was das Gutsein an sich ist. Sie muss in erster Linie beantwortet werden, wenn man über die Lehrbarkeit definitiv Gewissheit erlangen will. Diese Untersuchung bleibt einer künftigen Diskussion vorbehalten. Am Ende verlässt Sokrates, dem Wortlaut des Schlusssatzes zufolge, das Haus des Kallias nicht allein, allerdings ist die Begleitperson nicht namentlich benannt. Einiges spricht dafür, dass Sokrates das Haus gemeinsam mit Hippokrates verlässt, was bedeuten würde, dass er sein Ziel erreicht hätte, Hippokrates von dem Plan abzubringen, Schüler des Protagoras zu werden. Doch ist dies im Schlusssatz nur angedeutet. Durch Sokrates’ Bewegung des Fortgehens und seine Begegnung mit dem Freund im Prolog auf dem Rückweg vom Haus des Kallias  ist der Dialog als Ringkomposition angelegt: Der Schluss führt zum Anfang zurück.

## Philosophischer Gehalt

### Platons Anliegen
Manche Forscher bestreiten, dass der Protagoras zu einem positiven Ergebnis geführt habe. Zu dieser Ansicht bekannte sich schon 1919 Ulrich von Wilamowitz-Moellendorff. Christiaan Sicking meint, Platons Anliegen sei die Widerlegung eines Widersachers gewesen, dessen Programm mit dem seinigen konkurrierte, nicht die Verbreitung einer eigenen positiven Lehre. Protagoras sei ein schwierigerer Gegner gewesen als die anderen Gegenspieler des Sokrates in Platons frühen Dialogen, da er im Gegensatz zu diesen keinen Anspruch auf Wahrheitsbesitz erhoben habe. In der neueren Forschung hat aber auch die Gegenposition, die Annahme eines positiven Gehalts, Befürworter gefunden. Vertreter dieser Interpretationsrichtung halten das agonistische Element der Debatte für weniger wichtig, als man früher glaubte, und nehmen ein Zusammenwirken der beiden Gesprächspartner trotz der Differenzen an. Die Haltung des Sokrates gegenüber Protagoras sei nicht feindselig, sondern respektvoll. Rudolph H. Weingartner deutet den Protagoras als dramatische Gegenüberstellung zweier konträrer Moralkonzepte und der ihnen entsprechenden Lebensweisen; das Ziel sei nicht die Etablierung der einen oder anderen These.

### Handlungstheorie und Ethik
Ein Thema, das die moderne Forschung intensiv beschäftigt, ist das Verständnis des „sokratischen Intellektualismus“. Kritiker dieses Konzepts bringen vor, die im Protagoras eingehend begründete Behauptung, ein vorsätzliches und freiwilliges Handeln wider besseres Wissens sei unmöglich, spiegle einen extremen, lebensfremden Rationalismus wider. Platons Sokrates missachte hier die irrationalen Faktoren in der menschlichen Motivation oder beschränke sich darauf, die Begierden im Rahmen eines rationalen Lust-Unlust-Kalküls zu interpretieren. Später habe Platon im Dialog Politeia diese Position korrigiert. Anthony W. Price meint, Platon bestreite die „Willensschwäche“ nur in dem Sinn, dass man nicht einem gegenwärtig vorhandenen besseren Wissen zuwiderhandeln könne; die Möglichkeit der Missachtung einer früher gewonnenen, aber mangels Gewissheit nicht bewahrten richtigen Einsicht habe er eingeräumt. Raphael Woolf weist darauf hin, dass die Argumentation des Sokrates ein Beispiel für die Anwendung der „sokratischen Methode“ sei, dem sogenannten Elenchos, mit der ein Selbstwiderspruch des Verteidigers der Gegenposition aufgedeckt werde; allerdings sei das Beispiel untypisch, denn der Widerspruch bestehe in diesem Fall nicht wie in anderen Dialogen zwischen verschiedenen Aussagen, sondern zwischen Worten und Taten. Thomas Brickhouse und Nicholas Smith versuchen zu klären, worauf die Macht des trügerischen Anscheins beruht, die bewirkt, dass eine nahe Lust übergewichtet wird und es so zu Fehlern im Lust-Unlust-Kalkül kommt. Den Grund dafür, das Vorhandensein irrationaler Begierden, bestreite Sokrates im Protagoras nicht. Er unterscheide aber zwischen starken und schwachen irrationalen Begierden. Nur die starken seien in der Lage, schwere Täuschungen herbeizuführen, die dann nicht als solche erkannt werden könnten. Daher müsse ihr Einfluss ausgeschaltet werden. Schwache Begierden seien zwar immer vorhanden, doch könnten sie die richtige Anwendung der Messkunst nicht verhindern. Daher seien sie für den Philosophen, der über die Messkunst verfüge, ungefährlich. Er sei, wenn er sich von der Macht der starken Begierden befreit habe, stets zu einem korrekten Kalkül fähig. Terry Penner betont die Unterscheidung zwischen einer Willensschwäche in Bezug auf Geglaubtes und einer in Bezug auf Gewusstes. Sokrates beziehe sich mit dem Grundsatz, niemand handle freiwillig wider besseres Wissen, nur auf echtes Wissen, also objektiv zutreffende Annahmen, deren Richtigkeit dem Annehmenden zweifelsfrei bekannt sei. Für bloße Meinungen – auch zutreffende – gelte die These nicht.
Kontrovers diskutiert wird die Frage, wie Platons Sokrates die hedonistische Gleichsetzung des Guten mit der Lust, die er im Dialog zur hypothetischen Grundlage seiner Argumentation macht, tatsächlich beurteilt. In der neueren Forschung wird meist betont, dass er diese Position nicht ernsthaft vertrete, sondern sie nur aus didaktischem Grund als Ausgangspunkt seiner Beweisführung verwendet habe. Sein Ziel sei es nur gewesen, Protagoras in Verlegenheit zu bringen und ihm einen Mangel an Konsistenz nachzuweisen. Im Dialog Gorgias lässt Platon Sokrates den hedonistischen Grundsatz eindeutig verwerfen. René Lefebvre weist darauf hin, dass Platon zwar den Hedonismus auch im Protagoras nicht gebilligt habe, aber in diesem Dialog erstmals in der abendländischen Philosophie das Prinzip des utilitaristischen Denkens angewendet habe, indem er ein Lust-Unlust-Kalkül auf hedonistischer Basis erörtert habe. Martha Nussbaum und Marcel van Ackeren nehmen an, es gehe nicht um eine inhaltliche Bestimmung des Guten als Lust, sondern nur darum, anhand einer willkürlichen Identifizierung des Guten mit einem beliebigen einzelnen Gut zu zeigen, dass Erkenntnis der Garant für das gute Leben sei. Nach dieser Theorie kommt der Lust in der Argumentation des Sokrates nur eine „Platzhalterrolle“ zu. Sie ist das Maß, mit dem die Methode des Messens vorgeführt wird. So denkt auch Bernd Manuwald. Er ist der Ansicht, die im Protagoras erörterte Lustmesskunst könne nicht die eigentliche Messkunst im Sinne Platons sein, da sie relativ sei; die wahre Messkunst müsse die absolute sein, die Platon dem Relativismus des Protagoras entgegenstelle. Sie gehe vom Guten als Maßstab aus. Die Lustmesskunst biete lediglich ein gewisses strukturelles Modell, nicht die inhaltliche Lösung. Allerdings hat auch die Gegenposition Befürworter. Sie meinen, dass nicht nur die Dialogfigur Sokrates den hedonistischen Grundsatz ernsthaft vertrete, sondern auch der Autor selbst zur Zeit der Abfassung des Protagoras ein hedonistisches Konzept akzeptiert habe. Dabei sei Platon von der Position des historischen Sokrates beeinflusst worden. Lynn Huestegge hält Platons Sokrates für einen Vertreter eines „höheren“ Hedonismus, der nicht „die gewöhnliche Augenblickslust“ meine und sich mit hohen ethischen Ansprüchen in Einklang bringen lasse.
Bei der Interpretation der Aussagen zur Messkunst stehen zwei Positionen einander gegenüber. Nach der einen sind im hedonistischen Modell alle Güter hinsichtlich ihres Lustaspekts kommensurabel, da die Lust einheitlich ist. Die Messkunst dient der Messung und Vergleichung des Lustgehalts der vorhandenen Optionen. Das Ergebnis der Messung bildet die Grundlage der Entscheidungsfindung, wobei die Lustmaximierung das Ziel ist. Nach der anderen Deutung geht die Kommensurabilität aus dem Text des Protagoras nicht hervor. Die Messkunst bezieht sich nicht auf eine einheitliche, präzis quantifizierbare Lust, sondern auf eine genaue, zuverlässige Einschätzung der Konsequenzen der Optionen.
Unterschiedlich wird auch die Frage beantwortet, wie sich Protagoras und Sokrates das Verhältnis der einzelnen Tugenden zur Gesamttugend vorstellen. Strittig ist dabei insbesondere, ob Sokrates die Einzeltugenden als wesensgleiche Entitäten oder nur als verschiedene Namen der Gesamttugend betrachtet und ob die Analogie zu qualitativ gleichen, nur quantitativ verschiedenen Goldstücken mit der Position des Protagoras oder mit der des Sokrates vereinbar ist. Einer Interpretation zufolge unterscheiden sich die einzelnen Tugenden nur durch die Verschiedenheit der Bereiche, in denen die undifferenzierte, unteilbare Gesamttugend, die ein Wissen ist, ihre Wirksamkeit entfaltet. Nach der „bikonditionalen Interpretation“ sind die Tugenden für Sokrates Teile eines Ganzen, die niemals separat vorkommen können, obwohl sie nach ihren Gegenstandsbereichen verschieden definiert sind; Tapferkeit ist Wissen über einen bestimmten Bereich, Besonnenheit Wissen über einen anderen usw. Nach der „Identitätshypothese“ handelt es sich nicht um Teile, sondern nur um eine einheitliche Gesamttugend, die im Wissen über das Gute und das Schlechte besteht.

### Metaphysik
Platons Ideenlehre, die er erst in seiner mittleren Schaffensperiode dargelegt hat, scheint im Protagoras noch keine Rolle zu spielen. Allerdings können einzelne Stellen als Anspielungen auf diese Lehre oder auf Fragen und Themen gedeutet werden, mit denen sich der Philosoph später im Zusammenhang mit dem Konzept der „platonischen Ideen“ auseinandergesetzt hat.
Ein weiteres Thema der Forschung ist das Verhältnis der Maßtheorie des Protagoras zu Platons „ungeschriebener Lehre“ oder „Prinzipienlehre“, die er aus grundsätzlichen Erwägungen niemals schriftlich fixiert hat. Hans Joachim Krämer und Thomas Alexander Szlezák, profilierte Befürworter der Rekonstruierbarkeit von Grundzügen dieser Lehre, meinen im Protagoras einen Bezug zu ihr entdeckt zu haben. Die Aussagen über das rechte Maß im Dialog seien auf „das Gute“ zu beziehen, das in der Prinzipienlehre als das Maß fungiere. Als Messmethode diene die platonische Dialektik. In der umfassenden Seinsanalyse der Dialektik werde das Gute zwar nicht gemessen, erweise sich aber als absolutes Maß aller guten und schlechten Dinge. Anderer Meinung ist Andrea Capra; er sieht in der Messtechnik eine bescheidene Kunstfertigkeit, die nicht mit der Dialektik und dem sokratischen Tugendwissen zu verwechseln sei. Sie diene nur der Behebung der lächerlichen Unwissenheit der Menge.

### Politische Philosophie, Kulturphilosophie und Rechtsphilosophie
Für die Geschichte der politischen Philosophie ist die von Protagoras vorgetragene These zur Qualifikation für politische Betätigung wichtig. Nach Protagoras’ Meinung erhält man als Staatsbürger die Befähigung, bei politischen Fragen mitzureden, durch die Allgemeinbildung. Eine spezielle Fachausbildung oder philosophische Studien benötigt man dafür nicht. Allerdings ist eine sophistische Schulung hilfreich, falls man eine Führungsposition anstrebt. Die moralische Erziehung durch Eltern und Pädagogen und vor allem die ständige Interaktion mit anständigen Bürgern vermitteln eine ausreichende soziale Kompetenz. In einer zivilisierten Gesellschaft wie der athenischen ist gewährleistet, dass sich jeder die bürgerlichen Tugenden aneignet, soweit es seine Veranlagung gestattet. Damit lässt sich die demokratische Staatsform Athens, die jedem Bürger Beteiligung an politischen Entscheidungen und am Justizwesen ermöglicht, rechtfertigen.
Bedeutsam ist der Vortrag des Protagoras auch als Quelle für die antike Fortschrittsidee. Der Sophist nimmt einen primitiven Urzustand der Menschheit an. Die dadurch bedingte Not habe zur Staatenbildung gezwungen. Damit sei ein segensreicher zivilisatorischer Aufstieg eingeleitet worden, der zu den beneidenswerten Verhältnissen der Gegenwart geführt habe. Mit diesem Geschichtsbild vertritt Platons Protagoras eine Gegenposition zu kulturpessimistischen Geschichtsdeutungen, wie sie in der Antike etwa im Mythos vom Goldenen Zeitalter zum Ausdruck kamen. Die antiken Kulturpessimisten glaubten an einen idealen Urzustand und deuteten den Verlauf der Geschichte als Verfallsprozess. Die kulturpessimistischen Modelle werden in der Forschung als Varianten der Deszendenzvorstellung (Idee des Abstiegs) bezeichnet, die Fortschrittsmodelle als Varianten der Aszendenzvorstellung (Idee des Aufstiegs).
Oft wird Protagoras’ Verständnis der Staatenbildung mit der neuzeitlichen Vertragstheorie, der Idee des „Gesellschaftsvertrags“, verglichen. Von den Vertragstheoretikern des 17. Jahrhunderts unterscheidet sich Platons Protagoras aber dadurch, dass er die staatliche Gemeinschaft nicht als einen Zusammenschluss freier, autarker Individuen auffasst, sondern den Staat als konstitutiv für die Identität des Menschen betrachtet: Erst als Staatsbürger wird man im eigentlichen Sinne Mensch. Die soziale Interaktion im Staat ist der maßgebliche Faktor, der den Menschen zu dem macht, was er als zivilisiertes Wesen ist. Die Zugehörigkeit des Bürgers zur Polis ist nicht ein bloßes Mittel zum guten Leben, sondern ein essentieller Aspekt eines menschenwürdigen Daseins.
Als zukunftsweisend gilt die Strafzwecktheorie des Protagoras. In seinem Vortrag verurteilt der Sophist nachdrücklich die Vorstellung der Sühne im Strafrecht. Da man Geschehenes nicht ungeschehen machen könne, sei es sinnlos, jemanden wegen eines begangenen Unrechts zu bestrafen. Es gehe nicht um die Vergangenheit, sondern um die Zukunft. Der Zweck des Strafens bestehe ausschließlich in der Besserung des Täters und der Verhinderung künftiger Straftaten durch Abschreckung. Wer um der Vergangenheit willen Vergeltung übe, der wolle Rache nehmen und handle damit unüberlegt wie ein Tier. In diesem Verständnis des Strafzwecks kommt ein „aufklärerischer“ Zug der Sophistik zum Ausdruck.

### Der mythisch-religiöse Aspekt
Der Mythos, den Platon von seinem Protagoras erzählen lässt, ist nicht so zu verstehen, dass Protagoras im Ernst meint, das Eingreifen von Prometheus, Zeus und Hermes sei ein reales historisches Geschehen. Vielmehr wählt Protagoras die mythische Darstellungsform nur, weil er sie für reizvoll hält und weil er seine These auf diese Art anschaulich präsentieren möchte. Zur Begründung von Protagoras’ Verständnis der Zivilisation ist der Mythos nicht erforderlich. Der historische Protagoras war Agnostiker, hat aber wohl wie damals üblich das Material, das die Göttermythen boten, für seine Zwecke verwertet.

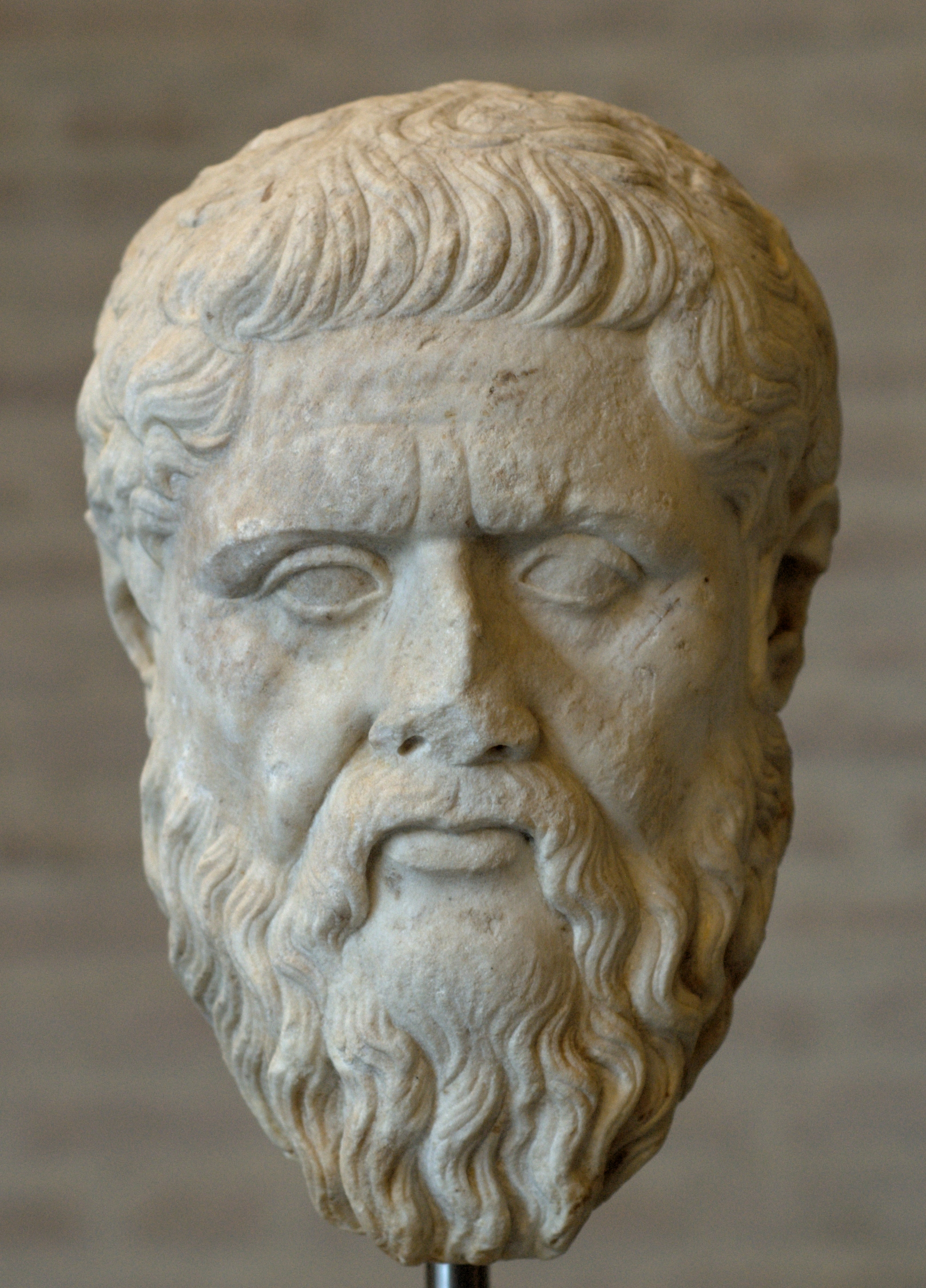
Platon (römische Kopie des griechischen Platonporträts des Silanion, Glyptothek München)

## Entstehung
In der Forschung besteht heute Konsens darüber, dass der Protagoras ein authentisches Werk Platons ist. Nur Olof Gigon hat die Echtheit bezweifelt.
Dass der Protagoras zur Gruppe von Platons frühen Dialogen zählt, also vor der mittleren Schaffensperiode des Philosophen entstanden ist, lässt sich aus sprachlichen und stilistischen Indizien erschließen; der inhaltliche Befund spricht nicht dagegen. Daher wird diese Einordnung in der Forschung allgemein akzeptiert. Schwieriger ist die Zuweisung eines Platzes innerhalb der Gruppe der frühen Werke. In der älteren Forschung wurde der Protagoras bisweilen als Ausdruck jugendlichen Überschwangs betrachtet. Häufig wurde er sehr früh datiert; man glaubte sogar, er sei schon vor dem Tod des 399 v. Chr. hingerichteten Sokrates verfasst worden. Nach heutigem Forschungsstand deuten aber inhaltliche und methodische Aspekte sowie die kunstvolle Ausarbeitung auf eine relativ späte Abfassung innerhalb der frühen Periode. Es scheint sich um eine der letzten Schriften aus dieser Zeit zu handeln. Wahrscheinlich hat Platon den Dialog in den 380er Jahren geschrieben. Ob dies schon vor seiner ersten Sizilienreise geschah, die er um 388 antrat, oder erst nach seiner Rückkehr, nachdem er um 387 seine Akademie gegründet hatte, ist umstritten.

## Textüberlieferung
Die antike Textüberlieferung besteht nur aus einer Reihe von Fragmenten einer ägyptischen Papyrus-Handschrift des 3. Jahrhunderts. Die älteste erhaltene mittelalterliche Protagoras-Handschrift wurde im Jahr 895 im Byzantinischen Reich für Arethas von Caesarea angefertigt. Die handschriftliche Überlieferung besteht aus 37 Handschriften aus dem Zeitraum vom 9. bis zum 16. Jahrhundert, die den Text vollständig oder teilweise enthalten.

## Rezeption

### Antike
Das Interesse der antiken Nachwelt am Protagoras war relativ gering. Von einer Kommentierung des Dialogs ist nichts bekannt.
Platons Schüler Aristoteles nahm nirgends ausdrücklich auf den Protagoras Bezug. Er setzte sich aber in seiner Nikomachischen Ethik mit dem von ihm missbilligten Intellektualismus des platonischen Sokrates auseinander, wobei er die Bestreitung der Willensschwäche im Protagoras zum Ausgangspunkt nahm. Aristoteles meinte, die Auffassung des Sokrates widerspreche augenscheinlich den Erfahrungstatsachen. Es gebe durchaus ein Handeln wider besseres Wissen, das auf Unbeherrschtheit zurückzuführen sei. Unwissenheit reiche als Erklärung nicht aus, vielmehr müsse gefragt werden, wie die Unwissenheit, falls sie ein solches Handeln bewirke, zustande komme. Aus intellektualistischer Sicht müsse die Ursache falschen Handelns immer ein falsches Urteil sein. Dies treffe aber nicht zu, denn wer ein unbeherrschtes Leben führe, sei nicht schon der Meinung so handeln zu müssen, bevor er in diesen Zustand gerate.
Cicero erstellte eine lateinische Übersetzung des Protagoras, die heute bis auf wenige kurze Fragmente verloren ist.
In der Tetralogienordnung der Werke Platons, die anscheinend im 1. Jahrhundert v. Chr. eingeführt wurde, gehört der Protagoras zur sechsten Tetralogie. Der Philosophiegeschichtsschreiber Diogenes Laertios gab als Alternativtitel „Die Sophisten“ an. Dabei berief er sich auf eine heute verlorene Schrift des Gelehrten Thrasyllos. Bei der Einteilung der Werke Platons nach dem Inhalt klassifizierte Diogenes den Protagoras als „endeiktisch“. Was er mit dieser Bezeichnung, die er für kein anderes Werk Platons verwendete, gemeint hat, ist unklar. Das Adjektiv endeiktikós ist vom Verb endeiknýnai abgeleitet, das „anzeigen“ oder „zur Schau stellen“, „prunken“ bedeutet. Vermutlich liegt hier die letztgenannte Bedeutung vor; in diesem Fall handelt es sich um eine Bezugnahme auf die große Rede des Protagoras im Dialog.
Der Rhetoriker und Sophist Aelius Aristides verfasste in den 140er Jahren eine Rede, die der Verteidigung der Rhetorik gegen Platons Kritik diente. Darin gab er den Mythos des Protagoras über die Entstehung der Zivilisation in veränderter, seinem Zweck angepasster Gestalt wieder. Bei Aelius Aristides ist die Gabe, die Hermes im Auftrag des Zeus den Menschen brachte, die Rhetorik.
Der Gelehrte Athenaios, der Platon zu kritisieren pflegte, bemängelte chronologische Unstimmigkeiten im Protagoras. Er meinte, Hippias von Elis habe sich zur Zeit von Protagoras’ Anwesenheit in Athen nicht dort aufhalten können, da seine Heimatstadt damals mit Athen verfeindet gewesen sei. Außerdem seien die Söhne des Perikles, die im Dialog unter den Anwesenden sind, nicht mehr am Leben gewesen, als Protagoras zum zweiten Mal in Athen eingetroffen sei. Athenaios war über den historischen Ablauf teilweise im Irrtum, wodurch ein Teil seiner Argumentation entkräftet wird. Seine Feststellung, dass die chronologisch relevanten Angaben im Dialog widersprüchlich sind, trifft aber zu.

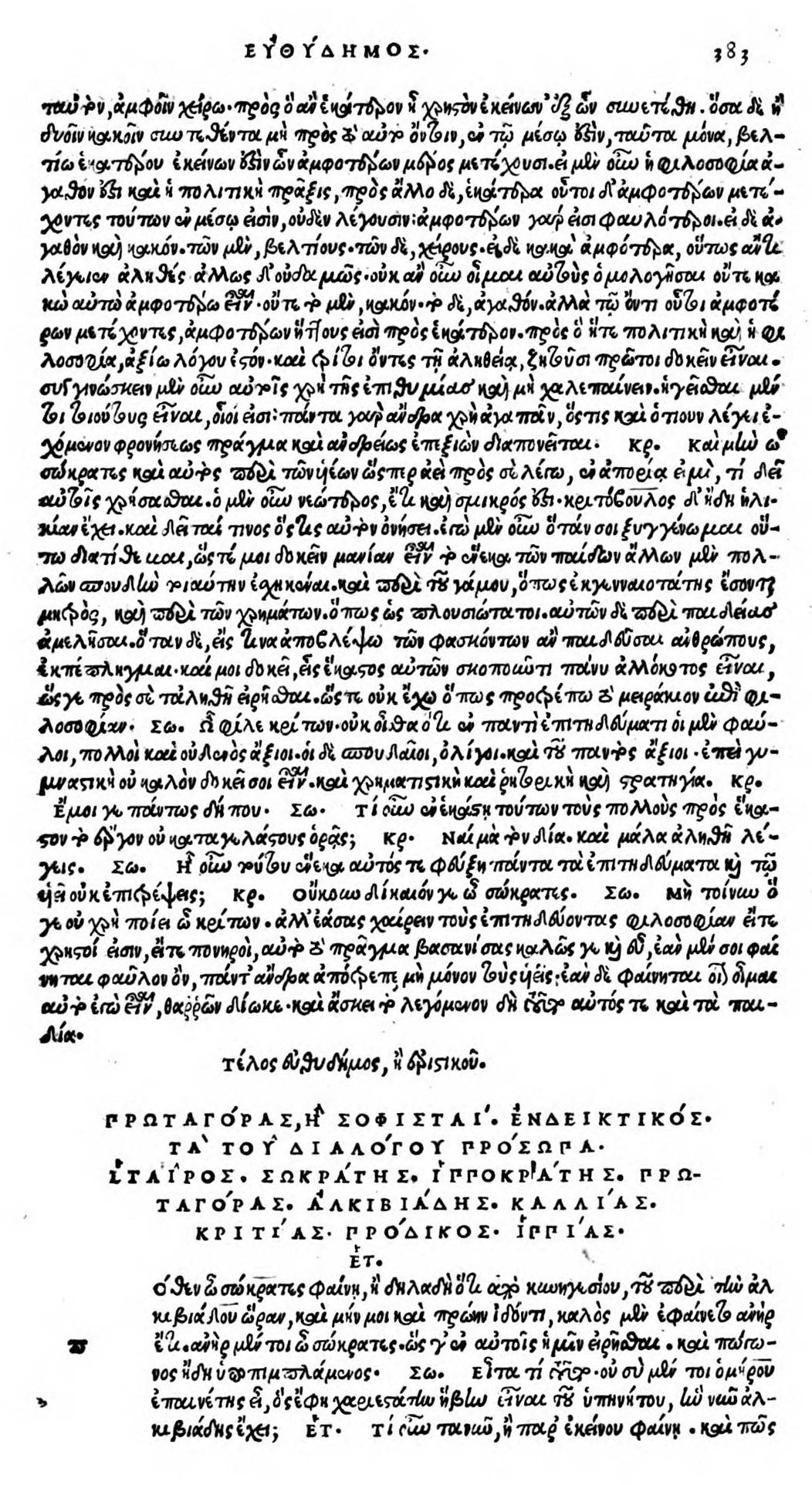
Der Anfang des Protagoras in der Erstausgabe, Venedig 1513

### Mittelalter und Frühe Neuzeit
Im Mittelalter war der Dialog zwar manchen byzantinischen Gelehrten bekannt, doch die lateinischsprachigen Gebildeten des Westens hatten keinen Zugang zu dem Werk.
Im Westen wurde der Protagoras im Zeitalter des Renaissance-Humanismus wiederentdeckt. Der in Florenz tätige berühmte Humanist und Platon-Kenner Marsilio Ficino fertigte eine lateinische Übersetzung an. Er veröffentlichte den lateinischen Protagoras 1484 in der Gesamtausgabe seiner Platon-Übersetzungen. Die Erstausgabe des griechischen Textes erschien im September 1513 in Venedig bei Aldo Manuzio als Teil der ersten Gesamtausgabe der Werke Platons. Der Herausgeber war Markos Musuros.

### Moderne
Philosophische Aspekte
1804 veröffentlichte der einflussreiche Platon-Übersetzer Friedrich Schleiermacher seine Übersetzung des Protagoras. In der Einleitung schrieb er, in diesem Dialog habe Platon sein Talent der ironischen Darstellung „in einem weiten Umfange und großer selbstbewußter Virtuosität“ spielen lassen. In der ironischen Behandlung oder „Vernichtung“ der Sophisten habe man aber nicht den Hauptzweck des Werks zu sehen. Die Hauptabsicht sei vielmehr, die sokratische Gesprächsform als „die eigentümliche Form jeder echt philosophischen Mitteilung“ zu verkünden. Zugleich mache Platon hier die Dürftigkeit der sophistischen Methode sichtbar.
Georg Wilhelm Friedrich Hegel nahm 1825/1826 in seinen Vorlesungen über die Geschichte der Philosophie für die Position des Protagoras Partei. Er meinte, die Ausführungen zur staatsbürgerlichen Erziehung in der großen Rede des Sophisten seien „ein recht gutes Räsonnement und treffend gegen das, was Sokrates gesagt hat, was nur eine empirische Instanz ist, die sich auf Erfahrung basiert“.
John Stuart Mill publizierte 1834 eine ausführliche Inhaltswiedergabe des Protagoras, wobei er Passagen des Dialogs ins Englische übersetzte. Er sah in Platons Sokrates einen Utilitaristen, der gegen die von Protagoras verteidigte gängige Moral aufgetreten sei. Als Dialogfigur im Protagoras habe Sokrates den Utilitarismus aufrichtig vertreten, und dies entspreche der Position des historischen Sokrates. Die Feststellungen der Dialogfigur Protagoras seien vernünftig und nützlich.
Friedrich Nietzsche sah im Protagoras einen „Wettkampf Plato’s im Bereich der Sophistik“, mit dem der Respekt vor der Sophistik „selbst in ihren besten Erscheinungen“ herabgestimmt werden solle. Es gehe „ein Gefühl der Überlegenheit durch den Dialog, eine gewisse siegreiche Heiterkeit“. Darin liege ein Gegensatz zur Herbheit und Schärfe früherer Dialoge. Die Fragen seien ganz ungelöst geblieben.
Der Neukantianer Paul Natorp äußerte 1903 in seiner Untersuchung der Ideenlehre die Ansicht, im Protagoras vertrete Sokrates nicht ironisch, sondern ernsthaft die Auffassung, es gebe keine Tugendlehrer. Mithin betrachte er sich selbst auch nicht als Lehrer auf diesem Gebiet. Dennoch halte er an dem Grundsatz fest, Tugend sei Erkenntnis. Die „Antithese dieser beiden Leitmotive der Sokratik“ sei das „eigentliche Ergebnis der ganzen verwickelten Erörterung“. Erst später sei Platon zur Feststellung vorgedrungen, dass Tugend doch lehrbar sei, allerdings im Sinne eines neuen Begriffs von „Lehren“ und „Lernen“. Nach diesem neuen Verständnis sei das Lernen nicht als ein „Empfangen von außen“ zu verstehen, sondern als Suchen des Grundes der Einsicht in sich selbst unter Anleitung des Lehrenden.
Hans-Georg Gadamer befand in seiner 1931 publizierten Abhandlung Platos dialektische Ethik, im Protagoras fungiere die hedonistische These nur als Mittel zu dem Nachweis, dass Tapferkeit ein Wissen sei. Mit diesem Nachweis wird nach Gadamers Verständnis „gleichsam die äußerste Paradoxie der sokratischen These erreicht“. Paradox ist, dass sich derjenige als tapfer erweist, der weiß, dass das, wovor der Feige flieht, gar nicht zu fürchten ist. Eine parallele Paradoxie liegt in der Gleichsetzung des Guten mit dem Angenehmen: Nicht das gegenwärtig Angenehme ist wahrhaft angenehm, sondern Angenehmes und Unangenehmes, insoweit beides zu dem „vollendeten Ganzen des Sichbefindens des Daseins“ beiträgt. Das Wohlbefinden stellt sich seiner eigenen Natur nach nicht in einer beständigen Dauer dar, sondern „in bezug auf ein Höchstmaß seiner im Ganzen der Dauer des Lebens“. Somit kann die unmittelbare Annehmlichkeit nicht das Gutsein ausmachen, denn das Höchstmaß von Annehmlichkeit hat gar nicht mehr den Charakter von etwas Gegenwärtigem. Dies besagt verallgemeinert: Das Daseinsverständnis muss Gegenwärtiges auf etwas Nichtgegenwärtiges hin verstehen und kann es nur in solcher Verweisung als gut gelten lassen. Der Dialog soll zu der Einsicht führen, dass alles Wissen nur im Begriff des Guten begründet und nur aus ihm zu rechtfertigen ist.
Franz von Kutschera weist auf die im Protagoras entworfene rationale Entscheidungstheorie hin, deren Bedeutung weit über die Grenzen der Hedonismusthematik hinausgehe.
Literarische Aspekte
Die literarische Gestaltung des Dialogs hat in der Moderne viel Anerkennung gefunden. Der Philologe Ulrich von Wilamowitz-Moellendorff nannte ihn in seiner 1919 erschienenen Platon-Monographie ein Meisterstück. Damit sei dem Autor etwas gelungen, was er so nie wieder erreicht habe, wenngleich es nur ein Jugendwerk sei. Die Gestalten seien nach dem Leben porträtiert, die Handlung sei nach dem Vorbild des Dramas dargeboten. Werner Jaeger schätzte den „Glanz jugendlicher Heiterkeit und die witzige Laune ausgelassenen Mutwillens“ und befand, kein anderer Dialog übertreffe den Protagoras „an Straffheit und Elastizität der Komposition, an Treffsicherheit der Charakteristik oder an dramatischem Effekt“. Für Michael Erler zählt der Protagoras zu den „künstlerisch vollendetsten sowie sorgfältigst gearbeiteten Schriften Platons“; dies zeige sich in Komposition, Dramaturgie, Charakterzeichnung und Stil. Ähnlich lauten die Urteile von William K. C. Guthrie, Franz von Kutschera und Alfred Edward Taylor. Charles H. Kahn konstatiert, Platon habe ein glanzvolles Bild der athenischen Kultur in der Endphase der perikleischen Epoche geschaffen. Der Protagoras sei einer der brillantesten, aber auch einer der verblüffendsten Dialoge des Philosophen.
Oft ist auf komödienhafte Züge in der Dialoghandlung hingewiesen worden. Hierzu zählt die Szene, in der Sokrates und Hippokrates vor dem Hause des Kallias stehen und den Pförtner nur mit Mühe dazu bewegen können, ihnen Einlass zu gewähren. Da er sie für Sophisten hält, schlägt er die Tür zu; erst als sie ihm versichern, keine Sophisten zu sein, öffnet er ihnen. Offenbar hat sich Platon von der 421 v. Chr. aufgeführten Komödie Kolakes des Eupolis anregen lassen, deren Schauplatz das Haus des Kallias ist. Dieses Stück, von dem nur Fragmente erhalten geblieben sind, handelt von der Großzügigkeit des Kallias, der das väterliche Erbe verschleudert. Unter den Figuren, die in der Komödie auftreten und von Eupolis verspottet werden, ist Protagoras.
Auch in der Geschichte der Literaturkritik spielt der Protagoras eine Rolle, denn er bietet im Abschnitt über das Gedicht des Simonides das erste vollständig überlieferte Beispiel einer philologischen Untersuchung eines literarischen Textes. Martin Hose sieht in den unterschiedlichen Herangehensweisen des Protagoras und des Sokrates zwei gegensätzliche hermeneutische Verfahren. Das Verfahren des Protagoras nimmt auf den Gedichtzusammenhang und äußere Gegebenheiten keinerlei Rücksicht, sondern isoliert und kritisiert eine Aussage im Text („Dekontextualisierung“). Hose macht darauf aufmerksam,  dass sich diese Art Umgang mit Dichtung über den Protagoras hinaus zurückverfolgen lässt. Er meint, es sei kein Willkürakt gegenüber dem Gedicht, sondern ein traditioneller Deutungsweg in der griechischen Literatur. Platons Sokrates schlage den umgekehrten Weg ein („Rekontextualisierung“): Er bemühe sich, innere Zusammenhänge und den äußeren Kontext wiederherzustellen und die geistes- und literaturgeschichtlichen Voraussetzungen zu klären. Darin liege eine Anerkennung seiner Distanz zum Objekt, die er zu überwinden trachte. Dies sei aus moderner literarhistorischer Sicht als zukunftsweisend zu werten, wenngleich Sokrates fehlerhaft vorgegangen sei.

## Ausgaben und Übersetzungen
Ausgaben (mit Übersetzung)
- Gunther Eigler (Hrsg.): Platon: Werke in acht Bänden. Band 1, 4. Auflage, Wissenschaftliche Buchgesellschaft, Darmstadt 2005, ISBN 3-534-19095-5, S. 83–217 (Abdruck der kritischen Ausgabe von Maurice Croiset, 5. Auflage, Paris 1955, mit der deutschen Übersetzung von Friedrich Schleiermacher, 2., verbesserte Auflage, Berlin 1817)
- Karl Bayer, Gertrud Bayer (Hrsg.): Platon: Protagoras. Anfänge politischer Bildung. Artemis & Winkler, Düsseldorf 2008, ISBN 978-3-538-03514-0 (unkritische Ausgabe mit Übersetzung)
- Hans-Wolfgang Krautz (Hrsg.): Platon: Protagoras. 2., ergänzte Auflage, Reclam, Stuttgart 2000, ISBN 978-3-15-001708-1 (unkritische Ausgabe mit Übersetzung und knappem Kommentar)
- Ramón Serrano Cantarín, Mercedes Díaz de Cerio Díez (Hrsg.): Platón: Protágoras. Consejo Superior de Investigaciones Científicas, Madrid 2005, ISBN 84-00-08352-0 (kritische Edition mit spanischer Übersetzung)

Übersetzungen
- Otto Apelt (Übersetzer): Platons Dialog Protagoras. In: Otto Apelt (Hrsg.): Platon: Sämtliche Dialoge, Bd. 1, Meiner, Hamburg 2004, ISBN 3-7873-1156-4 (Nachdruck der 2., durchgesehenen Auflage, Leipzig 1922)
- Bernd Manuwald (Übersetzer): Platon: Protagoras. Übersetzung und Kommentar (= Platon: Werke, hrsg. von Ernst Heitsch und Carl Werner Müller, Bd. VI 2). Vandenhoeck & Ruprecht, Göttingen 1999, ISBN 3-525-30421-8
- Rudolf Rufener (Übersetzer): Platon: Protagoras. Artemis & Winkler, Düsseldorf 2005, ISBN 3-7608-4114-7 (mit Einführung von Thomas Alexander Szlezák)
- Franz Susemihl (Übersetzer): Protagoras. In: Erich Loewenthal (Hrsg.): Platon: Sämtliche Werke in drei Bänden. Band 1, unveränderter Nachdruck der 8., durchgesehenen Auflage, Wissenschaftliche Buchgesellschaft, Darmstadt 2004, ISBN 3-534-17918-8, S. 55–128